# Brassó Megyei Levéltár
A Román Állami Levéltár Brassó megyei osztálya (románul: Serviciul Județean Brașov al Arhivelor Naționale) Románia egyik legnagyobb és legrégebbi archívuma. Itt tartják többek között I. Lajos magyar király 1353-as levelét, mellyel kiváltságokat adott a szászoknak, és itt találták meg Neacșu 1521-es levelét, a legelső román nyelvű szövegemléket. Legelőször 1476-ban említik; jelenlegi helyére, a Kovácsok bástyájába 1923-ban költözött.

## Története
Legelőször 1476-ban utalnak egy brassói okmány-gyűjteményre: Magister Paulus jegyző említ egy ládikót, melyben kiváltságokat igazoló leveleket tartottak (forte et nos litteras et privilegia certa in ladula nostra reposita de super habeamus). A láda tartalmát maga a jegyző sem ismerte.
1551 áprilisában Christian Pomariust nevezték ki városi jegyzőnek. Pomarius korábban már Nagyszebenben is dolgozott levéltárosként, és hamarosan nekilátott a brassói anyag rendszerezésének is. 1552 elején egy 27 fiókos szekrényt ácsoltatott az okmányok tárolására, az év második felében pedig elkészítette a levéltár leltárját (Litteratum Civitatis Coronensis digestio), 19 csoportba osztva a 309 kiváltságlevelet. Pomarius javaslatára több másolatot készítettek az oklevelekről; ennek köszönhető az, hogy az archívum átvészelte az 1689-es tűzvészt.
A következő leltárt Martin Seewald készítette a 17. század végén, 1714-ben pedig Johann Albrich orvos leltározta. Ez utóbbi alkalomkor már 426 okmányt tartalmazott, és bizonyítottan a régi városházában volt elhelyezve. Albrich összegyűjtötte az eredeti dokumentumokból a Brassóra és a Barcaságra vonatkozó kiváltságleveleket, és a legfontosabbakat fiatal jogászokkal és teológusokkal lemásoltatta, összeállítva a Palladium Coronense (Brassó pajzsa) gyűjteményt, melyet később is folyamatosan bővítettek, egészen 1865-ig. A városi levéltárosok listáját 1722-től ismerjük.
1878-ban a városvezetés kiköltözött a régi városházából, de a levéltár még több évtizedig ott maradt. Az első világháború alatt, 1916-ban a betörő román hadsereg közel kétezer okmányt magával vitt Bukarestbe (Fronius, Schnell, Stenner gyűjtemények), onnan ezek Jászvásárra kerültek, majd 1917 júniusában Moszkvába vitték az oroszok a román államkincsekkel együtt.
Az 1910-es évek végén Friedrich Stenner (1851–1924) korábbi levéltáros és brassói tanácsos azt javasolta, hogy a levéltárat költöztessék a Kovácsok bástyájába. A javaslatot Fritz Schuster szász krónikás és Gheorghe Baiulescu orvos is támogatta. A munkálatok már 1920-ban elkezdődtek a bástya egyes helyiségeinek (ahol korábban zálogház működött) felszabadításával; Stenner nevéhez fűződik a helyiségek előkészítése és berendezése is. A levéltár 1923-ban költözött végleges helyére.
1930-ban átrendezték és felvette a Brassó municípium történelmi levéltára (Arhiva Istorică a Municipiului Brașov) nevet. 1936-ban visszaszolgáltatták az oroszok által 1917-ben elvitt okmányokat. 1939-ben Constantin Sassu levéltáros egy új leltárt készített, az anyagot pedig hat részlegre osztotta: dokumentumok, régi okmányok, számadások, nyilvántartások, történelmi nyilvántartások, egyéb anyagok. 1951-ben a levéltárat a belügyminisztériumnak rendelték alá, az Állami Levéltár megyei fiókjaként. A rendelkezésre álló helyet folyamatosan bővítették: a kezdetben néhány helyiségben működő levéltár néhány évtized múlva már az egész bástyát elfoglalta. 1954–1975 között az anyag egy részét a Fellegvárban tárolták, majd 1969–1970-ben egy új épületszárnyat emeltek a bástya mellé. 2012-től az egykori traktorgyár egyik csarnokát is tárolásra használják.

## Leírása
Románia egyik legnagyobb és legrégebbi archívuma. Jelenleg több, mint 12 000 méternyi polcnak, körülbelül 70 000 könyvnek, egy könyvkötő és restauráló műhelynek, és egy tanteremnek ad otthont. Itt tartják többek között I. Lajos magyar király 1353-as levelét, mellyel kiváltságokat adott a szászoknak, és itt találták meg 1894-ben Neacșu 1521-es levelét, a legelső román nyelvű szövegemléket.